# Fujita Kogyo Soccer Club 1977
Questa voce raccoglie le informazioni riguardanti il Fujita Kogyo Soccer Club nelle competizioni ufficiali della stagione 1977.

## Stagione
Nella stagione 1977 il Fujita Kogyo colse i suoi primi titoli nazionali dominando la classifica della Japan Soccer League (ottenne 60 punti andando a punteggio pieno per 14 volte, con sugli scudi il capocannoniere del torneo João Dickson Carvalho) e imponendosi nella Coppa dell'Imperatore grazie a quattro reti segnate allo Yanmar Diesel. In coppa di Lega la squadra riuscì a giungere senza subire reti fino ai quarti di finale, dove fu eliminata dal Furukawa Electric.

## Maglie e sponsor
Le maglie, di colore giallo con bordi verdi, recano l'iscrizione Fujita.
| Manica sinistra · Manica sinistra · Maglietta · Maglietta · Manica destra · Manica destra · Pantaloncini · Calzettoni |

## Rosa
| N. |                     | Ruolo | Calciatore       |
| -- | ------------------- | ----- | ---------------- |
|    | Giappone (bandiera) | P     | Kazuya Sasaki    |
|    | Giappone (bandiera) | P     | Naoki Kurimoto   |
|    | Giappone (bandiera) | D     | Hara             |
|    | Giappone (bandiera) | D     | Keizō Imai       |
|    | Giappone (bandiera) | D     | Tsutomu Sonobe   |
|    | Giappone (bandiera) | D     | Yuji Waki        |
|    | Brasile (bandiera)  | C     | Luiz Seihan Higa |

| N. |                     | Ruolo | Calciatore            |
| -- | ------------------- | ----- | --------------------- |
|    | Giappone (bandiera) | C     | Mitsuru Komaeda       |
|    | Brasile (bandiera)  | C     | Ademar Pereira        |
|    | Giappone (bandiera) | C     | Shigeharu Ueki        |
|    | Giappone (bandiera) | A     | Mitsuo Watanabe       |
|    | Brasile (bandiera)  | A     | João Dickson Carvalho |
|    | Giappone (bandiera) | A     | Eiji Ueda             |
|    | Giappone (bandiera) | A     | Yuichi Kotaki         |

## Statistiche

### Statistiche di squadra
| Competizione          | Punti | Totale | Totale | Totale | Totale | Totale | Totale | DR  |
| Competizione          | Punti | G      | V      | N      | P      | Gf     | Gs     | DR  |
| --------------------- | ----- | ------ | ------ | ------ | ------ | ------ | ------ | --- |
| JSL Division 1        | 60    | 18     | 15     | 0      | 3      | 64     | 15     | +49 |
| JSL Cup               | -     | 6      | 5      | 0      | 1      | 15     | 2      | +13 |
| Coppa dell'Imperatore | -     | 4      | 4      | 0      | 0      | 13     | 7      | +6  |
| Totale                | -     | 28     | 24     | 0      | 4      | 92     | 24     | +68 |

### Statistiche dei giocatori
| Giocatore      | JSL Division 1 | JSL Division 1 | JSL Cup  | JSL Cup | Coppa dell'Imperatore | Coppa dell'Imperatore | Totale   | Totale |
| Giocatore      | Presenze       | Reti           | Presenze | Reti    | Presenze              | Reti                  | Presenze | Reti   |
| -------------- | -------------- | -------------- | -------- | ------- | --------------------- | --------------------- | -------- | ------ |
| Carvalho       | 18             | 23             | ?        | ?       | 1+                    | ?                     | 19+      | 23+    |
| Hara           | ?              | ?              | ?        | ?       | 1+                    | ?                     | 1+       | ?      |
| K. Imai        | 18             | ?              | ?        | ?       | 1+                    | ?                     | 19+      | ?      |
| M. Komaeda     | 18             | ?              | ?        | ?       | 1+                    | ?                     | 19+      | ?      |
| Y. Kotaki      | 17             | 11             | ?        | ?       | 1+                    | ?                     | 18+      | 11+    |
| A. Pereira     | 15             | 18             | ?        | ?       | 1+                    | ?                     | 16+      | 18+    |
| Sasaki         | 18             | -15            | ?        | ?       | 1+                    | -1+                   | 19+      | -16+   |
| L. Seihan Higa | 18             | ?              | ?        | ?       | 1+                    | ?                     | 19+      | ?      |
| T. Sonobe      | 18             | ?              | ?        | ?       | 1+                    | ?                     | 19+      | ?      |
| E. Ueda        | 4              | ?              | ?        | ?       | ?                     | ?                     | 4+       | ?      |
| Y. Waki        | 18             | ?              | ?        | ?       | 1+                    | ?                     | 19+      | ?      |
| M. Watanabe    | 17             | 4              | ?        | ?       | 1+                    | ?                     | 18+      | 4+     |